# Apega de Nabis

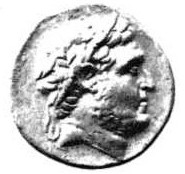
Une ancienne pièce de monnaie grecque avec un portrait de Nabis, roi de Sparte et inventeur de lApega de fer..

L’Apega de Nabis a été décrite par Polybe comme un ancien instrument de torture semblable à la vierge de fer. Il a été inventé par Nabis, dernier tyran de Sparte de -205 à -192, à l'image de sa femme.

## Description
L'Apega mécanique, selon Polybe, était une machine, réplique ou duplicata bien exécuté de la véritable épouse de Nabis, et était utilisé par Nabis pour collecter de l'argent auprès de citoyens spartiates réticents. Ceux qui ne donnaient pas d'argent étaient envoyés pour s'occuper de sa femme. C'était la réplique, vêtue de vêtements coûteux, les bras tendus. Lorsque les visiteurs ivres la serraient dans leurs bras, cela déclenchait la fermeture des bras. Les bras, les mains et les seins de l'appareil étaient recouverts de clous en fer et les bras étaient capables d'écraser le corps de sa victime. Nabis contrôlait la machine à travers des dispositifs cachés jusqu'à ce que la victime accepte de payer un tribut ou jusqu'à la mort.
L'automate, Apega, était l'une des avancées technologiques de l'ancien monde gréco-romain utilisé comme instruments de torture, ainsi que d'autres dispositifs de torture tels que la croix, la roue et le taureau d'airain de Phalaris.